# اوبي ونايكه
اوبي ونايكه (بالهولندية: Obi Onyeike)‏ (25 يونيو 1992 بزايست في هولندا - ) هو لاعب كرة قدم هولندي في مركز الدفاع. لعب مع نادي دوردريخت ونادي هيرفورد.

## روابط خارجية
- اوبي ونايكه على موقع قاعدة بيانات كرة القدم.إي يو (الإنجليزية)
- اوبي ونايكه على موقع Soccerway.com (الإنجليزية)